# Collohmannia gigantea
Collohmannia gigantea är en kvalsterart som beskrevs av Sellnick 1922. Collohmannia gigantea ingår i släktet Collohmannia och familjen Collohmanniidae. Inga underarter finns listade i Catalogue of Life.